# Parocneria nora
Parocneria nora är en fjärilsart som beskrevs av Otto Staudinger 1900. Parocneria nora ingår i släktet Parocneria och familjen tofsspinnare. Inga underarter finns listade i Catalogue of Life.